# Lee DeWyze
Leon James "Lee" DeWyze, Jr. (Mount Prospect, Illinois, 2 d'abril de 1986) és un cantant i compositor americà, guanyador de la novena edició d'American Idol.
DeWyze, va tenir al principi una carrera en solitari i, posteriorment, va formar part de Lee DeWyze Band. Va publicar dos àlbums independents amb els noms de So I'm Told el 2007 i Slumberland el 2010, tots dos a WuLi Records. El seu primer àlbum, després d'American Idol, va ser Live It Up que fou publicat el 16 de novembre de 2010, a través del segell RCA Records. WuLi Records, seguint la demana de l'agrupació de fans de DeWyze, va publicar un tercer àlbum de cançons anteriors a American Idol el 14 de febrer de 2012. El seu àlbum més recent és Frames, publicat el 20 d'agost de 2013. El 2010 guanyà el premi Teen Choice en la categoria Male Reality/Variety Star.

## Orígens
DeWyze, fill gran de Kathleen (née Donahue) i Leon (Lee) DeWyze (transportista postal a Elk Grove Village, Illinois), va néixer a Mount Prospect, Illinois. Té dues germanes més grans, Shannon i Sarah, i un germà més jove, Michael. Les influències musicals seves inclouen Cat Stevens, Eric Clapton, Ben Harper, i Simon & Garfunkel.
DeWyze estudià a l'escola St. James Elementary School a Arlington Heights, Illinois, i al Prospect High School a Mount Prospect, Illinois, fins a la majoria d'edat, quan va ser expulsat pel seu comportament. Després de deixar Prospect High, va assistir a Forest View Alternative School a Arlington Heights, on rebé la inspiració dels seus professors i l'interès per la música, que el feu retornar als estudis. A l'institut no s'havia pogut graduar, però finalment aconseguí el seu GED.

## Carrera musical

### WuLi Rercords
Després de l'expulsió de l'institut, DeWyze va treballar com a venedor de pintures. També va treballar de comerciant porta a porta per Chicago mercantile Exchange de 2007 a 2008, abans de retornar per treballar a la botiga de pintura de Mount Prospect fins que va rebre l'acceptació per a participar en una audició d'American Idol i girar per totes les gales del programa de Hollywood. La botiga de pintures continuà donant-li suport i es posà a vendre samarretes de suport perquè els fans votessin a Lee a les gales d'American idol.
DeWyze Va començar a cantar de molt jove i va ser descobert per Louis Svitek, qui va veure DeWyze de llavors 17 anys, tocant la guitarra i cantant a una festa d'una casa al nord-oest dels suburbis de Chicago. Svitek va signar a DeWyze per WuLi Rercords, el segell independent que dirigeix amb Ryan McGuire a Chicago. Dewyze va formar la "Lee DeWyze Band" amb Svitek, McGuire i Jeff Henderson. DeWyze va publicar dos àlbums, So I'm Told (2007) i Slumberland (2010), ambdós produïts per Ryan McGuire. WuLi va alliberar una remescla i remasterització de l'edició del disc So I'm Told el 2010. El 2008, com a favor al membre de la banda Jeff Henderson, DeWyze i la banda va enregistrar un disc per Square One Organic Baby Food Company, una empresa de la dona de Henderson. DeWyze va enregistrar sis cançons a l'àlbum promocional "Square One ORganic", que fou produït també per Ryan McGuire.
Arran dels nombrosos viatges i actuacions en diversos locals, DeWyze i la seva música es van aconseguir molt reconeixement en l'àmbit local, i fins i tot va arribar a escoltar-se a WXRT (la ràdio independent de Chicago), molt abans que ell participés a American Idom. La banda de Lee DeWyze va ser presentada en un programa d'esports televisiu local, The Chicago Huddle, de la cadena ABC 7 Ryan Chiaverini, durant el 2008 i 2009.
DeWyze també va intervenir, el 2005, com a suplent en un curtmetratge de terror de baix pressupost, Circling the Drain, i el 2006 a Deadscapes: Broken Road, on interpretava un dels components d'un trio de supervivents en un món devastat.

### American Idol
DeWyze va participar en l'audició a Chicago al United Center per la novena temporada d'American Idol el 22 de juny de 2009, després que fos encoratjat pel seu amic Vincent Ferrara, qui també provaria de participar en la competició a Chicago. DeWyze interpretà "Ain't No Sunshine", sent un dels només 13 participants de Chicago seleccionats, el número més baix de les 7 audicions en ciutats, que es va fer a la setmana de Hollywood. Durant la setmana de Hollywood el grup va incloure Aaron Kelly i Crystal Bowersox, els quals van arribar al Top 5. Crystal Bowersox i DeWyze van encapçalar les dues primeres posicions.
L'amic més proper seu entre els competidors fou Andrew Garcia. Garcia era el seu company d'habitació durant tota la temporada i va ser eliminat en el Top 9. Lee va declarar que era molt amic de tots els participants del Top 10 d'American Idol, però que especialment ho era de Siobhan Magnus, Katie Stevens, Michael Lynche, Aaron Kelly, i Alex Lambert i Lacey Marró aquests del Top 16. Abans de cada actuació, DeWyze els anomenava com la seva família.
DeWyze era un de dos participants dins del Top 9, que mai va baixar de la tercera posició, l'altre seria Crystal Bowersox. Els jutges li van elogiar la seva participació durant tota la temporada, i la sinceritat de mostrar la seva confiança en que "ell era al concurs per guanyar-lo".
El 14 de maig de 2010, DeWyze va actuar a Arlington Park Race Track a Arlington Heights, Illinois, davant de més de 41.000 espectadors com a part del dia de rebuda del l'American Idol. També va anar a Mount Prospect on actuà a la botiga local d'AT&T, i va ser el llançador de sortida del partit de beisbol al Chicago Cubs.
El 26 de maig DeWyze va ser coronat com a guanyador de la novena temporada d'American idol. Com a guanyador d'aquella temporada DeWyze aconseguia també un contracte per enregistrar un disc.

#### Resultats
| Episodi         | Tema                   | Cançó                                              | Artista original                 | Ordre # | Resultat |
| --------------- | ---------------------- | -------------------------------------------------- | -------------------------------- | ------- | -------- |
| Audition        | Auditioner's Choice    | "Ain't No Sunshine"                                | Bill Withers                     | N/A     | Advanced |
| Hollywood       | First Solo             | "One of Us"                                        | Joan Osborne                     | N/A     | Advanced |
| Hollywood       | Group Performance      | "Get Ready"                                        | The Temptations                  | N/A     | Advanced |
| Hollywood       | Second Solo            | "You Found Me"                                     | The Fray                         | N/A     | Advanced |
| Top 24 (12 Men) | Billboard Hot 100 Hits | "Chasing Cars"                                     | Snow Patrol                      | 7       | Safe     |
| Top 20 (10 Men) | Billboard Hot 100 Hits | "Lips of an Angel"                                 | Hinder                           | 10      | Safe     |
| Top 16 (8 Men)  | Billboard Hot 100 Hits | "Fireflies"                                        | Owl City                         | 1       | Safe     |
| Top 12          | The Rolling Stones     | "Beast of Burden"                                  | The Rolling Stones               | 9       | Safe     |
| Top 11          | Billboard #1 Hits      | "The Letter"                                       | The Box Tops                     | 1       | Safe     |
| Top 10          | R&B/Soul               | "Treat Her Like a Lady"1                           | Cornelius Brothers & Sister Rose | 8       | Safe     |
| Top 9           | Lennon–McCartney       | "Hey Jude"                                         | The Beatles                      | 9       | Safe     |
| Top 92          | Elvis Presley          | "A Little Less Conversation"                       | Elvis Presley                    | 4       | Safe     |
| Top 7           | Inspirational Songs    | "The Boxer"                                        | Simon & Garfunkel                | 2       | Safe     |
| Top 6           | Shania Twain           | "You're Still the One"                             | Shania Twain                     | 1       | Safe     |
| Top 5           | Frank Sinatra          | "That's Life"                                      | Frank Sinatra                    | 5       | Safe     |
| Top 4           | Songs of the Cinema    | Solo "Kiss from a Rose" — Batman Forever           | Seal                             | 1       | Safe     |
| Top 4           | Songs of the Cinema    | Duet "Falling Slowly" — Once with Crystal Bowersox | Glen Hansard & Markéta Irglová   | 3       | Safe     |
| Top 3           | Contestant's Choice    | "Simple Man"                                       | Lynyrd Skynyrd                   | 3       | Safe     |
| Top 3           | Judges' Choice3        | "Hallelujah"                                       | Leonard Cohen                    | 6       | Safe     |
| Top 2           | Contestant's Choice    | "The Boxer"                                        | Simon & Garfunkel                | 1       | Winner   |
| Top 2           | Simon Fuller's Choice  | "Everybody Hurts"                                  | R.E.M.                           | 3       | Winner   |
| Top 2           | Coronation song        | "Beautiful Day"                                    | U2                               | 5       | Winner   |

- ^Nota 1  Cançó inclosa a la compilació de la temporada 9 d'American Idol.
- ^Nota 2  A causa que els jutges van utilitzar el seu vot per salvar Michael Lynche, el Top 9 va restar intacte una altra setmana.
- ^Nota 3  Cançó seleccionada per Simon Cowell.

### RCA Records (2010-2011)
La cançó que coronà a DeWyzea a l'American Idol, fou una versió de la cançó d'U2 "Beautiful Day" que fou publicada com a single digital el 27 de maig de 2010. DeWyze digué sobre la cançó: "és una cançó molt bona (…) és una cançó que encaixi dins del meu gènere? No. Hi havia diverses cançons sobre la taula, i quan la vaig veure vaig pensar que era la que millor representava el moment."
DeWyze va firmar amb Simon Fuller a 19 Entertainment i RCA Records. Va actuar en l'himne nacional al Staples Centre en el Game 2 de 2010 NBA Finals del 6 de juny de 2010.
Després de guanyar a American Idol, el 2010 va esdevenir el cap de cartell de la gira American Idols LIVE!. Les cançons que va escollir per la gira inclogueren "Beautiful Day", "Rocket Man", "Treat Her Like a Lady", "Hallelujah", i "Use Somebody".
DeWyze va guanyar "Choice TV: Male Reality/Variety Star" als Teen Choice Awards l'agost de 2010.
DeWyze tornà a Arlington Park Race a Arlington Heights, Illinois, per participar en un concert, després d'American Idol, el 24 de setembre de 2010, on va actuar per a un públic de més de 20.000 persones. La llista de 12 cançons que interpretà inclogué “Only Dreaming”. El 23 de gener de 2011, DeWyze actuà a la mitja part dels NFC Championship Game entre els Chicago Bears and Green Bay Packers a Soldier Field a Chicago.
El 7 d'octubre de 2010, DeWyze va anunciar que el seu àlbum de debut, es publicaria el 16 de novembre de 2010, i s'anomenaria "Live It Up" el seu primer single, així com el mateix àlbum. Aquest, s'emeté per primera vegada el 13 d'octubre a On Air with Ryan Seacrest.
WuLi Rècords, sota la demanda del la base de fans de DeWyze, decidí publicar un tercer àlbum de cançons prèvies a American Idol que anomenaren What Once Was i que es publicà el 14 de febrer de 2012. L'àlbum contenia un total de nou pistes.
DeWyze va iniciar la seva gira "Acoustic Duo Tour" el 26 d'octubre de 2012.

### Vanguard Records (des del 2013)
El 15 de gener de 2013, DeWyze va anunciar que havia firmat amb Vanguard Records. El seu primer single amb el segell seria "Silver Lining", el qual va ser planificat de publicar-se a la ràdio Triple A el 10 de juny i estaria disponible en format digital l'endemà. Tanmateix, la data de publicació del single va ser canviada per les botigues de música digitals al 24 d'abril de 2013.
El 30 de maig de 2013, DeWyze va anunciar el títol, llistat de cançons i data de publicació del seu nou àlbum, Frames, el qual es publicà el 20 d'agost de 2013.
El 9 de març de 2014, la cançó de DeWyze "Blackbird Song" va ser utilitzada en la sèrie de televisió The Walking Dead. Segons The Fresno Bee, va ser la segona cançó més viral a Spotify dels Estats Units aquella setmana. La cançó debutà a la llista de "Pop Digital Songs" a Billboard en el número vint-i-nou.

## Filantropia
DeWyze s'ha implicat en diverses organitzacions de caràcter solidari. El juliol 2012 va formar part de l'equip de The Heart Foundation per la campanya "One for the Heart", oferint la seva cançó "Fight" en descàrrega gratuïta per a qui fes una donació a la fundació. Ha actuat dues vegades a la gala Gateway for Cancer Research relacionada amb la recerca sobre la malaltia del càncer, per primera vegada el novembre de 2012 i, posteriorment, l'octubre de 2013.
El setembre de 2012, DeWyze actuà a Stars on Staff, un esdeveniment benèfic amb el suport de Music in Schools Today. El novembre d'aquell any, va actuar, també, a 2013 IP Summit, un esdeveniment que promovia la protecció de drets de propietat intel·lectual, el qual va ser promogut pel Global Intellectual Property Center de la U.S. Chamber of Commerce. El desembre, DeWyze actuà a Kringle Mingle, un esdeveniment per recaptar fons per la fundació de la Covenant HealthCare Covenant Kids Foundation. L'any següent, al febrer, va actuar a l'espectacle benèfic Chicago Auto Show, que recaptava fins per diverses entitats locals.

## Vida personal
DeWyze digué en una entrevista que posseeix un bulldog anglès anomenat Capone, i que li fan por les altures, i li agrada molt jugar al Scrabble i al Pòquer. Toca la guitarra, el piano i la bateria.
DeWyze va inspirar-se per la lletra de "Miles From Nowhere", en les paraules de la coneguda cançó de Cat Stevens anomenada "Lord, my body has been a good friend but I won't need it when I reach the end", la qual es va tatuar al seu braç. Té tres tatuatges més, incloent una silueta de la bandera de Chicago i un arbre de la vida al seu braç dret i una il·lustració de Shel Silverstein al seu braç esquerre.
El 27 de juliol de 2011, DeWyze va anunciar el seu compromís amb la model i actriu Jonna Walsh. La parella es casà el 21 de juliol de 2012.

## Discografia
Àlbums
| Any                                     | Detalls | Mèrits | Mèrits     | Mèrits  | Mèrits   | Mèrits | Mèrits | Vendes        |  |
| Any                                     | Detalls | US     | US Digital | US Heat | US Indie | CAN    | UK     | Vendes        |  |
| --------------------------------------- | --- | ------ | ---------- | ------- | -------- | ------ | ------ | ------------- |  |
| 2007                                    | So I'm Told - Publicació: 7 de juliol de 2007 October 25, 2010 (Remastered Edition) - Segell: WuLi - Format: CD, Descàrrega digital       | —      | —          | —       | —        | —      | —      |               |  |
| 2010                                    | Slumberland - Publicació: 7 de gener de 2010 (iTunes) January 20, 2010 (physical release) - Segell: WuLi - Format: CD, Descàrrega digital | —      | —          | 7       | 39       | —      | —      | - US: 17,000  |  |
| 2010                                    | Live It Up - Publicació: 16 de novembre de 2010 - Segell: 19, RCA - Format: CD, Descàrrega digital                                        | 19     | 10         | —       | —        | 79     | 122    | - US: 153,000 |  |
| 2012                                    | What Once Was - Publicació: 14 de febrer de 2012 - Segell: WuLi - Format: CD, Descàrrega digital                                          | —      | —          | —       | —        | —      | —      |               |  |
| 2013                                    | Frames - Publicació: 20 d'agost de 2013 - Segell: Vanguard Records - Format: CD, Descàrrega digital                                       | 116    | —          | —       | —        | —      | —      | - US: 3,000   |  |
| 2016                                    | Oil & Water - Released: 12 de febrer de 2016 - Label: - Format: CD, Descàrrega digital                                                    | —      | —          | —       | —        | —      | —      |               |  |
|                                         | |        |            |         |          |        |        |               |  |
| "—" denotes releases that did not chart | |        |            |         |          |        |        |               |  |

Àlbums digitals
| Any  | Àlbum                          | Mèrits  | Mèrits   | Vendes      |
| Any  | Àlbum                          | US Heat | US Indie | Vendes      |
| ---- | ------------------------------ | ------- | -------- | ----------- |
| 2010 | Season 9 Favorite Performances | 9       | 40       | - US: 5,000 |

Singles
| 2010                                                | "Beautiful Day"      | 24  | —  | 13 | - US: 186,000 | non-album single                                   |
| 2010                                                | "Sweet Serendipity"  | 110 | 23 | 96 | - US: 44,000  | Live It Up                                         |
| 2011                                                | "Beautiful Like You" | —   | —  | —  |               | Live It Up                                         |
| 2013                                                | "Silver Lining"      | —   | —  | —  | - US: 11,000  | Frames                                             |
| 2013                                                | "Fight"              | —   | 37 | —  |               | Frames                                             |
| 2014                                                | "Blackbird Song"     | —   | —  | —  |               | The Walking Dead (AMC Original Soundtrack), Vol. 2 |
| "—" denota publicacions que no han estat remarcades |                      |     |    |    |               |                                                    |

Singles digitals
| any                                                 | Single                                   | Mèrits | Mèrits | Àlbum                          |
| any                                                 | Single                                   | US     | CAN    | Àlbum                          |
| --------------------------------------------------- | ---------------------------------------- | ------ | ------ | ------------------------------ |
| 2010                                                | "Hallelujah"                             | 44     | 57     | Season 9 Favorite Performances |
| 2010                                                | "Falling Slowly" (with Crystal Bowersox) | 66     | 70     | non-album single               |
| 2010                                                | "The Boxer"                              | 88     | 72     | Season 9 Favorite Performances |
| "—" denota publicacions que no han estat remarcades |                                          |        |        |                                |

Col·laboracions
- 2008: Square One Organic Baby Food Company CD promocional (6 de les cançons foren cantades per Lee DeWyze).